# T-80

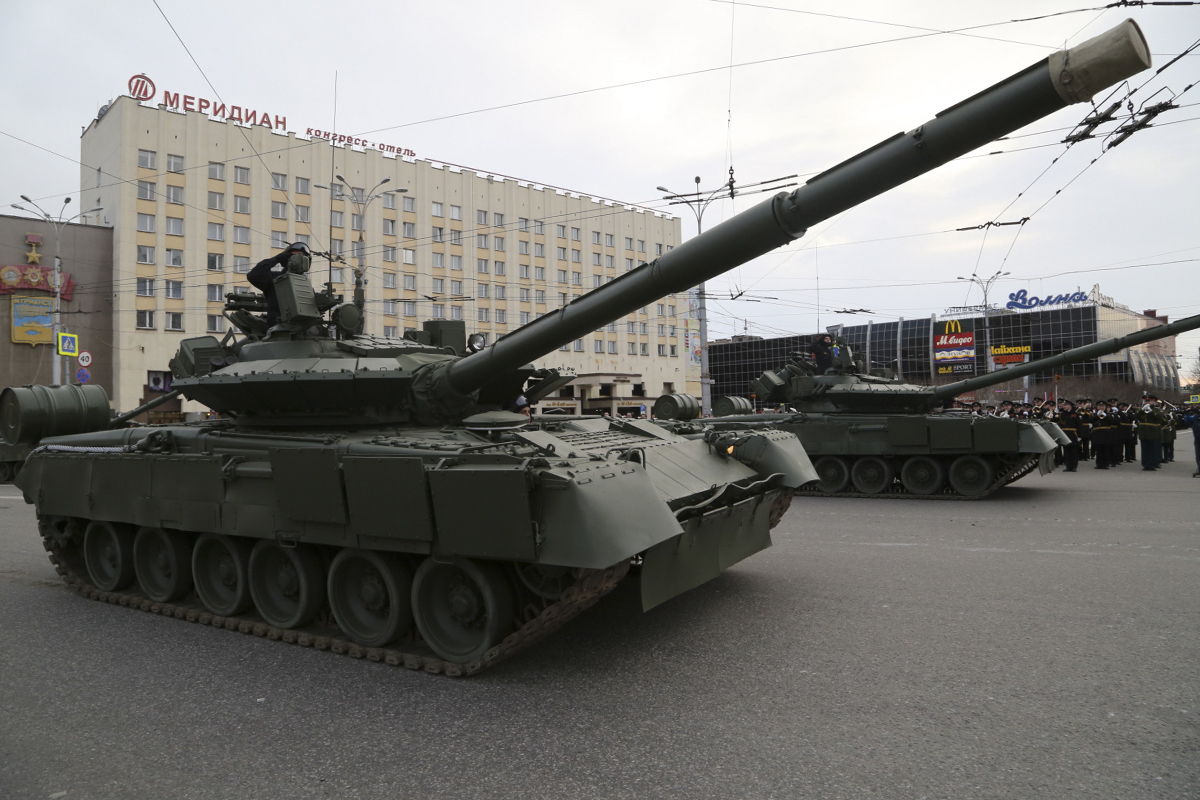
T-80BWM (starsza wersja modyfikacji)

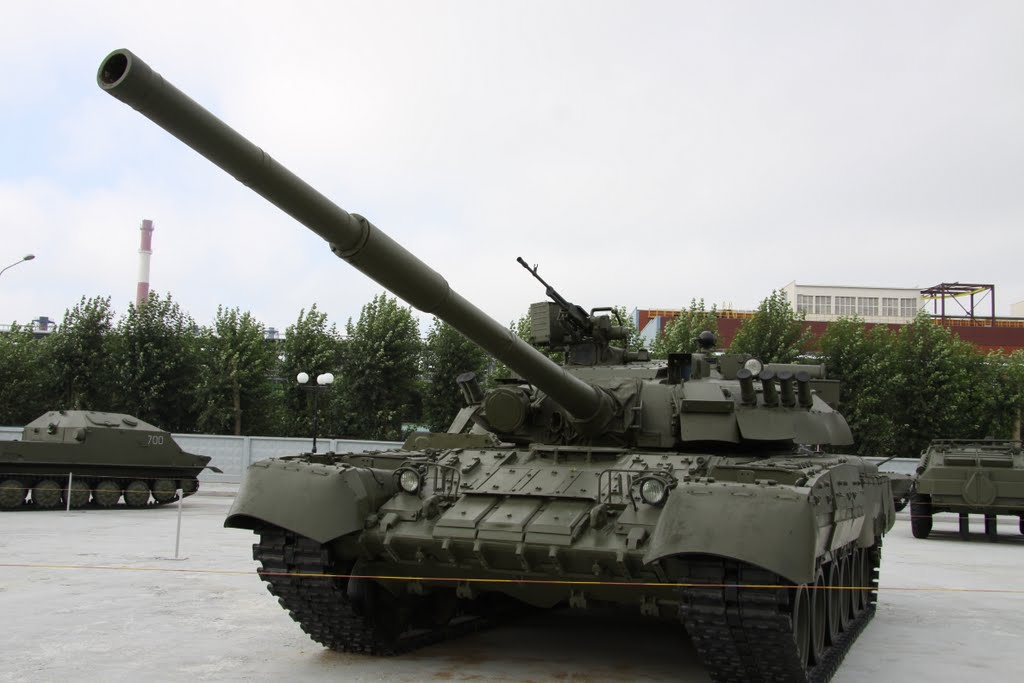
T-80UD

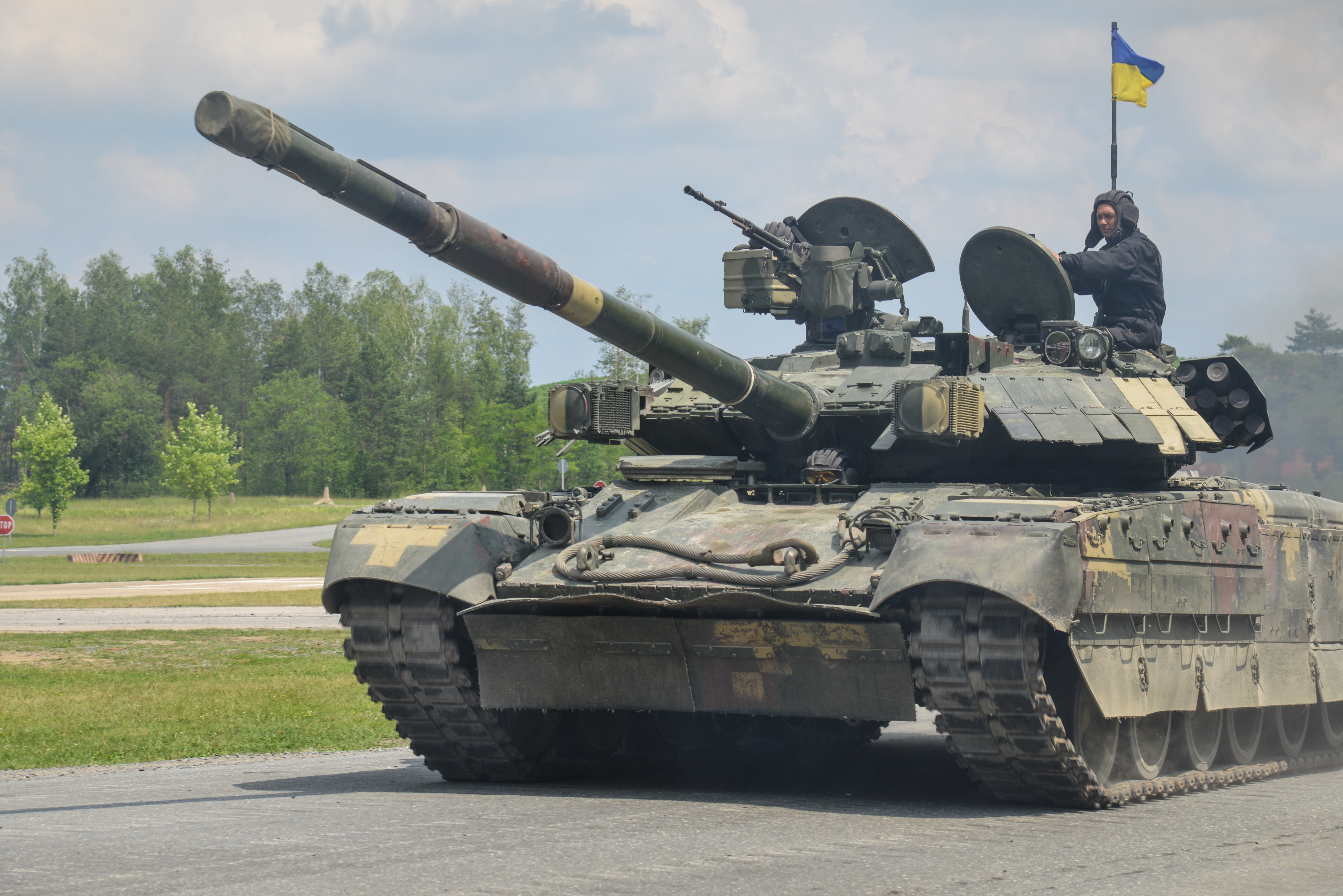
T-84 będący ukraińską wersją rozwojową czołgu T-80UD

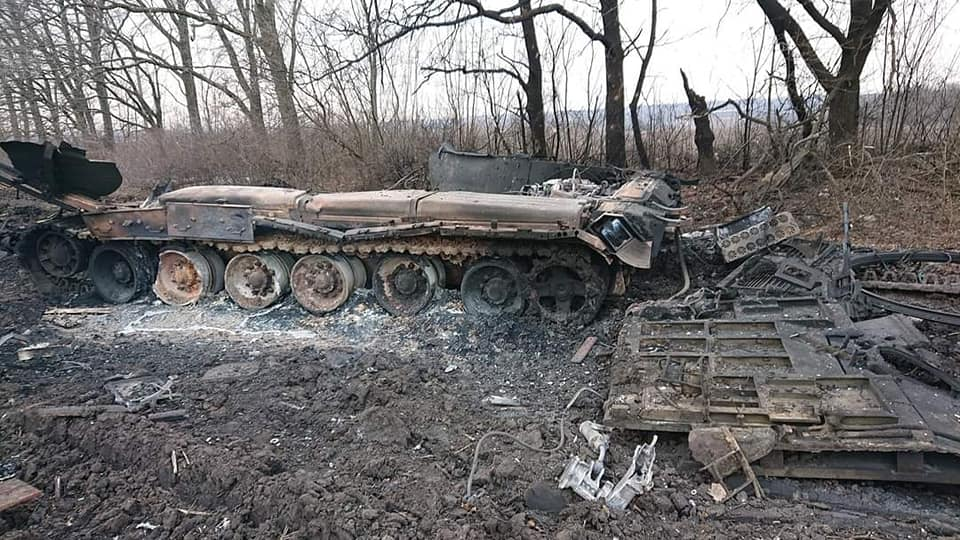
Rosyjski czołg T-80 zniszczony przez NLAW podczas rosyjskiej inwazji na Ukrainę w 2022 roku.

T-80 – radziecki/rosyjski czołg podstawowy trzeciej generacji.

## Historia
Projekt powstał w biurze konstrukcyjnym Zakładów Kirowskich w Leningradzie. Był drugim, po szwedzkim Stridsvagn 103, na świecie seryjnie produkowanym czołgiem wyposażonym w turbinę gazową. Pierwszy egzemplarz zjechał z linii montażowej w 1976 roku. T-80 produkowany jest nadal w zakładach w Omsku w Rosji. Czołg jest konstrukcją opartą na czołgu T-64 (bez użycia jako projektu bazowego czołgu T-72).

## Konstrukcja pojazdu
Od momentu powstania T-80 był wielokrotnie modernizowany. Wyróżnić możemy wersje: T-80 (model podstawowy), T-80B, T-80BW, T-80U, T-80U1, T-80UD. Obecnie powstają kolejne wersje tego typu czołgu. Czołg T-80 w odróżnieniu od innych typów czołgów napędzany jest za pomocą turbiny gazowej. Jedynie jego wersja T-80UD ma silnik wysokoprężny. Turbina ma układ trzywałowy z dwiema mechanicznymi turbosprężarkami i swobodną turbiną.
W przedziale napędowym czołgu silnik ustawiony jest w układzie „power-pack”, tzn. wszystkie zespoły różnych układów połączone są monoblokowo jako całość. Ułatwia to demontaż podczas awarii silnika, co ma niebagatelne znaczenie w warunkach bojowych.
Kadłub spawany jest z płyt pancernych. Przednia górna płyta jest pochylona o kąt 68 stopni i ma strukturę warstwową:
– 80 mm stali, 105 mm tekstolitu szklanego (STEF), 20 mm stali (pierwsze wersje T-80; struktura zbliżona do pancerza wczesnych T-64 i T-72)
– 40 mm stali o podwyższonej twardości, 60 mm stali, 105 mm STEF, 40 mm stali (T-80B; osłona T-80BW dodatkowo wzmocniona pancerzem reaktywnym Kontakt-1)
W przypadku późniejszych wersji T-80 stopień komplikacji przedniej płyty pancerza kadłuba wzrastał, zmieniała się liczba warstw i rodzaj zastosowanych materiałów. Ochrona T-80U (i większości T-80UD) wzmocniona jest integralnym pancerzem Kontakt-5.

Wieża czołgu wykonywana jest w technologii odlewania z integralnymi komorami mieszczącymi dwa rzędy polimerowych komórek, wsparte stalową płytą. Nowa wieża wraz z pancerzem Kontakt-5 ma zapewniać 780 mm ekwiwalentu RHA przeciwko pociskom kinetycznym oraz 1,320 mm ekwiwalentu RHA przeciwko HEAT na podstawie rosyjskich szacunków. Wieże późnych serii T-80UD oraz ukraińskich T-84 są spawane z płyt walcowanych (prawdopodobnie grubość pancerza wzrosła). Ochrona jest wzmocniona pancerzem reaktywnym Kontakt-1 (T-80BW, wczesne T-80UD) lub Kontakt-5 (T-80U, T-80UD).
Uzbrojenie główne czołgu stanowi 125 mm armata gładkolufowa 2A46 (kilka wersji). Armata umocowana jest w wieży na czopach. Składa się z: lufy wzmocnionej płaszczem, kołyski i zamka. Armata połączona jest gwintowo z nasadą zamkową. W nasadzie zamkowej zamocowany jest zamek klinowy. Armata jest ładowana automatycznie przez zmechanizowany układ zasilania. Załogę czołgu stanowią 3 osoby (dowódca, działonowy i mechanik-kierowca).
Czołg może być wyposażony w system ochrony (system zakłóceniowy przeciwpancernych pocisków rakietowych) Sztora.
SZ FR posiadają 1400 egzemplarzy w służbie i ponad 3100 w rezerwie. Oprócz Rosji T-80 znajduje się na stanie posiadania armii Białorusi (90 sztuk), Chin (50 sztuk), Cypru (41 sztuk), Korei Południowej (80 sztuk), Pakistanu, Syrii i Ukrainy (po 320 sztuk).
Najnowszym wariantem czołgu jest T-80BWM, z turbiną gazową GTD-1250TF, z armatą zdolną strzelać ppk Kobrą i Refleksem-M, z systemem kierowania ogniem Sosna-U i innymi unowocześnieniami. Będzie on podstawowym czołgiem związków taktycznych przeznaczonych do obrony rosyjskich terenów arktycznych (m.in. przyległych do Północnej Drogi Morskiej). Do standardu BWM ma być zmodernizowanych nawet 3000 pojazdów.

## Warianty
- T-80 (Obiekt 219-2; 1976 r.)
- T-80B Bierioza („Brzoza”; Obiekt 219R; 1978 r.) – system kierowania ogniem 1A33 i kompleks rakietowego uzbrojenia 9K112-2 umożliwiający wystrzeliwanie czołgowych ppk 9M112 Kobra, wzmocniony pancerz
- T-80BK (Obiekt 660) – wersja dowodzenia, dodatkowy sprzęt radiowy i nawigacyjny
- T-80BW (Obiekt 219RW; 1985 r.) – dodano pancerz reaktywny Kontakt-1
- T-80BWM (Obiekt 219RWM) najnowsza wersja[4][5][6][7][3]
- T-80BWK – wersja dowodzenia
- T-80U (Obiekt 219AS; 1986 r.) – system kierowania ogniem 1A46 i nowy system uzbrojenia kierowanego 9K119 Refleks, mocniejszy silnik GTD-1250 o mocy 1250 KM (930 kW), pancerz reaktywny Kontakt-5
- T-80UD (Obiekt 478B; 1985 r.) – opracowana w charkowskim biurze konstrukcyjnym Morozowa KMDB (obecnie Ukraina) wersja z silnikiem Diesla 6TD o mocy 1000 KM (750 kW); system kierowania ogniem jak w przypadku T-80U, wozy pierwszych serii z pancerzem reaktywnym Kontakt-1, później Kontakt-5
- T-80UK, T-80UDK – wersje dowodzenia, drugie radio, system nawigacji, kamera termowizyjna Agava[8], elektroniczny układ obrony TSzU-1-7 Sztora
- T-80UM – rosyjska wersja rozwojowa, m.in. nowy termowizyjny celownik działonowego
- T-80UM1 Bars („Pantera śnieżna”) – rosyjski prototyp z systemem obrony aktywnej Arena
- T-80UM2 – rosyjski prototyp z systemem aktywnej obrony Drozd
- T-80UE – wersja eksportowa
- T-84 (Obiekt 478DU2) – ukraińska wersja rozwojowa czołgu T-80UD, nowa spawana wieża, pancerz reaktywny Noż, elektroniczny układ obrony Warta
- T-84U – wersja rozwojowa czołgu T-84
- Obiekt 478 (1976 r.) – opracowana w biurze konstrukcyjnym Morozowa CKMDB wersja rozwojowa T-80 z silnikiem Diesla; doświadczenia wykorzystano przy budowie T-80UD
- T-80A (Obiekt 219A; 1982 r.) – opracowana w leningradzkim biurze konstrukcyjnym Zakładów Kirowskich wersja rozwojowa T-80B o charakterystykach przyszłego T-80U, pancerz reaktywny Kontakt-1
- Obiekt 640 „Cziornyj Orioł” („Czarny Orzeł”) – rosyjski prototyp czołgu nowej generacji z wykorzystaniem wydłużonego i zmodyfikowanego kadłuba T-80U; m.in. nowa wieża z niszą mieszczącą magazyn amunicyjny i mechanizm ładowania, pancerz reaktywny Kaktus

## Dane taktyczno-techniczne
- masa – 43-46 ton
- załoga – 3 osoby
- długość – 9,7 m
- szerokość – 3,46 m
- wysokość – 2,19 m
- prześwit – 0,43 m[potrzebny przypis]
- max. prędkość – 70 km/h (po drodze); 48 km/h (w terenie)
- zasięg – 335 km (normalny); 600 km (z dodatkowymi zbiornikami)[potrzebny przypis]
- silnik: turbina gazowa GTD-1250 o mocy 1250 KM, GTD-1000 o mocy 1000 KM, wysokoprężny 6TD (1000-1500 KM)
- uzbrojenie główne:
  - armata gładkolufowa 2A46M kal. 125 mm różnych wersji:
    - 2A46M (T-80)
    - 2A46M-1 (T-80B, T-80U)
    - 2A46M-4 (wersje rozwojowe T-80U)
    - KBA-3 (T-80UD, T-84, T-84U)
- uzbrojenie dodatkowe:
  - 1 szt. PKT (7,62x54 mm R), 1 szt. NSWT (12,7x108 mm)